# صلاح الدين القاسمي
صلاح الدين بن محمد سعيد القاسمي (1887 - 1916م)، طبيب وأديب وشاعر ومفكر سوري، من طلائع الوعي القوي العربي في سورية، ولد ب دمشق وتخرج عام (1332هـ 1914م) من الأكاديمية الطبية بدمشق التي تحولت إلى كلية الطب بعد ذلك وأتقن عدة لغات منها التركية والفارسية والفرنسية.
تعلم الأدب العربي على يد أخيه علامة الشام الشيخ جمال القاسمي، وشارك في تأليف جمعية النهضة العربية (1324هـ، 1906م) في دمشق. كتب وخطب وحاضر في المنابر العلمية في سوريا، ونظم شعراً وأتقن، فكان من الدعاة الأوائل لإثارة «المسألة العربية» كما سماها، ومبدأ القوميات.
زار الأستانة مع وفد من أعيان دمشق سنة 1909 للتهنئة بالحكم الدستوري، نشر 12 مقالا عن رحلته وست مقالات عن المنفلوطي وله كتاب النظرات، وحذر سنة 1911 من الخطر الصهيوني على العرب وعمل طبيبا في سوريا وفي مدن الحجاز إلى أن توفي ودفن بالطائف.